# Santa Sylvina
Santa Sylvina ist die Hauptstadt des Departamento Fray Justo Santa María de Oro in der Provinz Chaco im Norden Argentiniens. In der Klassifikation der Gemeinden in der Provinz Chaco gehört sie zur 2. Kategorie. 

## Geschichte
Die Gründung des Ortes erfolgte 1944. Der Name des Ortes ehrt die Arbeit von Sylvina Estrada de Acevedo zugunsten der ersten Siedler.

## Feste
- Fiesta Nacional de Caza de la Paloma (Oktober)
- Capital Nacional del Gaucho (Dezember).